# Prob
Marko Aurelije Prob (lat. Marcus Aurelius Probus  [ma:'rkus aure:'li∙us pro'bus])(* 19. kolovoza 232. u Sirmiumu,  danas Srijemska Mitrovica, Srbija); † rujan ili listopad 282. u Sirmiumu), rimski car od 276. do 282. Pod carevima Valerijanom, Klaudijem II. i Aurelijanom, Prob se istaknuo kao vojskovođa, a za cara Tacita bio je imenovan propretorom Istoka. Njegove su ga legije proglasile carem nakon Tacitove smrti 276. Za njegove vladavine u rimsku vojsku ušli su brojni »barbari«; postrožio je disciplinu i koristio vojnike za izvođenje javnih radova (završetak Aurelijanovih zidina oko Rima, sadnja vinograda uz Rajnu i Dunav, isušivanje močvara u Srijemu), zbog čega je postao nepopularanim. Tijekom priprema za rat protiv Perzijanaca ubili su ga njegovi vojnici.

## Životopis
Prob je rođen u rimskoj provinciji Panoniji navodno kao sin trgovca povrćem, ali njegov je otac zapravo najvjerojatnije bio činovnik ili vojnik. Sam je imao vojničku karijeru pri čemu je kod svojih nadređenih i vojnika stekao ugled. Još u doba vladavine cara Aurelijana branio je Germaniju od Alemana. Kad je car Tacit 276. umro, Prob je dobio zapovjedništvo nad rimskim legijama na Istoku. inne. Iste su ga godine njegove trupe proglasile za protucara našto ga je Tacitov nasljednik car Florijan napao. Iako je raspolagao manjim brojem vojnika Prob je na kraju vještim taktiziranjem odnio pobjedu, a Florijana su ubili njegovi vlastiti vojnici od kojih je veliki dio prebjegao njemu. Proba je sada kao cara priznao i Senat.
O Probu, caru ilirskoga porijekla, kasnoantički izvori (Aurelije Viktor, Historia Augusta) pišu neobično pozitivno. Od 277. do 282. Prob je pet puta bio na položaju konzula i vodio više ratova. Ali iz izvora je nejasno u kojima je od njih pobijedio. Čini se, da je 277. najprije pobijedio Gote u provincijama Panoniji, Meziji ili Trakiji, jer je prema nalazima rimskoga novca uzeo naslov Gothicus Maximus. nakon toga posvetio se obrani Galije u koju su prešavši rijeku Rajnu provalili Germani. U tim borbama uspio ih je odbaciti natrag preko Rajne na kojoj je dao sagraditi obrambena utvrđenja. Zbog tih pobjeda dobio je naslov Germanicus Maximus. 278. pobijedio je Vandale u Iliriku i Reciji, što je također pozanto iz nalaza rimskog novca (Restitutor Illyrici).
279. car se na istoku borio protiv pljačkaških izaurijskih plemena i pobijedio ih kao i nubijska plemena u Egiptu i 281. proslavio trijumf. Time je osigurao opskrbu Rima žitom (Egipat je bio žitnica Rima). Međutim, na zapadu Carstva izbio je ustanak našto je car sklopio mir s Perzijom i skršio ustanak. 281. Pobijedio je također jednoga od vojnih zapovjednika Julija Saturnina koji se u Siriji proglasio za protucara nakon čega su ga ubili njegovi vlastiti vojnici.
Proba su u rujnu 282. u vinogradu ubili nezadovoljni vojnici navodno zato što ih je car nakon što je u Carstvu zavladao relativan mir htio otpustiti, ali još više zato što ih je car sve više upotrebljavao u obavljanju civilnih zadataka (sadnji vinograda npr.) što je kod vojnika bilo vrlo nepopularno. Njegova vojska priklonila se Karu koji ga je kao car i naslijedio. 
Proba unatoč njegovoj kratkoj vladavini i činjenici da o njegovom životu nije mnogo toga poznato danas u nekim europskim regijama poznaju i laici i to zbog vinogradarstva. Naime, u njegovoj biografiji u doduše vrlo problematičnoj Historia Augusta u poglavlju 18,8 stoji:
„Gallis omnibus et Hispanis ac Brittannis hinc permisit, ut vites haberent vinumque conficerent.“
„Svim Galima, Hispancima i Britancima dopustio je da posjeduju vinovu lozu i proizvode vino.“
Proba se zbog toga i danas u dijelovima Austrije i Francuske smatra rimskim carem koji je u ta područja uveo vinogradarstvo. Rimljani su međutim u ta područja davno prije donijeli vinovu lozu, a ovo vjerojatno ukazuje na to da je u njegovo doba (3. stoljeće) u tim regijama cvalo vinogradarstvo što se sigurno može zahvaliti i njegovim mjerama.

## Vanjske poveznice
- Biografija cara Proba iz Historia Augusta (latinski s engleskim prijevodom)

| Prethodnik:     | Rimski carevi | Nasljednik:       |
| Florijan (276.) | Rimski carevi | Kar (282. – 283.) |